# Муромо-Рязанське князівство
Муромо-Рязанське князівство — удільне князівство Київської Русі яке існувало в Х-ХІІ ст. зі столицею у місті Муром. До сер. ХІ ст. управлялось з Києва. Після смерті Ярослава Мудрого було частиною уділу його сина Святослава. У 1127 році виділилось з Чернігівського князівства під владою Ярослава Святославича, який був вигнаний з Чернігівського князівства своїм племінником, Всеволодом Ольговичем всупереч родовому праву. 
В 1150-х роках центр князівства перемістився з Мурома в Рязань. Після смерті князя Володимира Святославича у 1161 році князівство розпадається. Муромський уділ (Муромське князівство) закріплюється за його нащадками, а в Рязані (Рязанське князівство) залишаються потомки князя Гліба Ростиславича.
Після смерті Ярослава у 1229 р. князівство було розділене між його синами на три уділи — муромський (старший), рязанський і пронський.